# Karel Schmuck
Karel Schmuck (29 dicembre 1913 – ...) è stato un pallanuotista cecoslovacco che ha partecipato ai Giochi di Berlino 1936.